# Џентривил (Индијана)
Џентривил (енгл. Gentryville) град је у америчкој савезној држави Индијана.

## Демографија
По попису из 2010. године број становника је 268, што је 6 (2,3%) становника више него 2000. године.
| Група             | 2000.       | 2010.       |
| Белци             | 246 (93,9%) | 256 (95,5%) |
| Афроамериканци    | 0 (0,0%)    | 3 (1,1%)    |
| Азијати           | 1 (0,4%)    | 0 (0,0%)    |
| Хиспаноамериканци | 8 (3,1%)    | 3 (1,1%)    |
| Укупно            | 262         | 268         |